# Nowy Scooby i Scrappy Doo
Nowy Scooby i Scrappy Doo/Nowe przygody Scooby’ego (ang. The All-New Scooby and Scrappy-Doo Show/The New Scooby-Doo Mysteries) – szósty serial animowany z serii Scooby Doo, wyprodukowany w latach 1983-1984 w studiu Hanna-Barbera. Jest to szósta odsłona serii przygód Scooby'ego Doo, kontynuująca format krótszych, 11-minutowych odcinków, w których Scooby, jego siostrzeniec Scrappy Doo oraz przyjaciele rozwiązują zagadki kryminalne. Serial pogrupowano na dwa 13-odcinkowe sezony:
- Nowy Scooby i Scrappy Doo (ang. The All-New Scooby and Scrappy-Doo Show)
- Nowe przygody Scooby’ego (ang. The New Scooby-Doo Mysteries).

W Polsce serial emitowany był w wersji lektorskiej, a poszczególne odcinki zostały zdubbingowane jedynie na potrzeby wydań VHS i DVD. Ponadto sezon Nowe przygody Scooby’ego nadawany był w ramach bloku programowego Spotkanie z Hanną-Barberą pod zmienionym tytułem Scooby-Doo i nowe tajemnice.

## Fabuła
W tej serii do zespołu detektywów powraca Daphne Blake, która dołącza do Scooby'ego, Scrappy'ego i Kudłatego. Razem podróżują Wehikułem Tajemnic, odwiedzając różne miejsca, gdzie napotykają na tajemnicze zjawiska, duchy i potwory. Ich zadaniem jest rozwikłanie zagadek i odkrycie prawdziwej tożsamości rzekomych upiorów, które zazwyczaj okazują się być przebierańcami dążącymi do niecnych celów.
Każdy odcinek przedstawia nową przygodę, w której bohaterowie muszą wykazać się sprytem, odwagą i współpracą, aby rozwiązać kolejną tajemnicę. Obecność Scrappy'ego, energicznego i odważnego siostrzeńca Scooby'ego, wprowadza dodatkowy element humoru i dynamiki do grupy, kontrastujący z tchórzliwą naturą Scooby'ego i Kudłatego.

## Obsada głosowa
- Don Messick –
  - Scooby Doo,
  - Scrappy Doo
- Casey Kasem – Kudłaty Rogers
- Heather North – Daphne Blake
- Frank Welker – Fred Jones
- Marla Frunkin – Velma Dinkley

## Wydania DVD w Polsce
W Polsce poszczególne epizody zostały zdubbingowane i wydane wraz z innymi odcinkami na DVD.
- 3 listopada 2009 wydano DVD Scooby-Doo i straszna zima pod psem z odcinkiem 26[1].
- 14 maja 2012 wydano DVD Scooby Doo! 13 strasznych opowieści – Upiorne hece na całym świecie z odcinkiem 19.[2].
- 15 listopada 2013 wydano DVD Scooby-Doo! 13 strasznych opowieści: Ratuj się kto może! z odcinkiem 16b[3].
- 17 maja 2013 wydano DVD Scooby Doo! i upiorny lunapark z odcinkiem 8b[4].
- 25 października 2013 wydano DVD Scooby-Doo! i szkieletory z całym odcinkiem 11[5].
- 12 października 2012 wydano DVD Scooby‑Doo: Wszystkiego upiornego! z odcinkiem 14[6].

## Przegląd sezonów
| Sezon | Sezon | Odcinki | Epizody | Tytuł                     | Pierwsza emisja w Stanach Zjednoczonych | Pierwsza emisja w Stanach Zjednoczonych |
| Sezon | Sezon | Odcinki | Epizody | Tytuł                     | Pierwszy odcinek                        | Ostatni odcinek                         |
| ----- | ----- | ------- | ------- | ------------------------- | --------------------------------------- | --------------------------------------- |
|       | 1     | 13      | 24      | Nowy Scooby i Scrappy Doo | 10 września 1983                        | 10 grudnia 1983                         |
|       | 2     | 13      | 20      | Nowe przygody Scooby’ego  | 8 września 1984                         | 1 grudnia 1984                          |

## Lista odcinków
| Premiera w USA                            | Numer odcinka | Numer odcinka | Numer epizodu | Polski tytuł                                                                                   | Angielski tytuł                                     |
| Premiera w USA                            | kolejny       | w sezonie     | Numer epizodu | Polski tytuł                                                                                   | Angielski tytuł                                     |
| ----------------------------------------- | ------------- | ------------- | ------------- | ---------------------------------------------------------------------------------------------- | --------------------------------------------------- |
|                                           |               |               |               |                                                                                                |                                                     |
| SEZON PIERWSZY: NOWY SCOOBY I SCRAPPY DOO |               |               |               |                                                                                                |                                                     |
|                                           |               |               |               |                                                                                                |                                                     |
| 10.09.1983                                | 01            | 01            | 1             | Scooby i Wiking                                                                                | Scooby the Barbarian                                |
| 10.09.1983                                | 01            | 01            | 2             | Potwory ze strefy rekina                                                                       | No Sharking Zone                                    |
|                                           |               |               |               |                                                                                                |                                                     |
| 10.09.1983                                | 02            | 02            | 3             | Scooby w nawiedzonym domu                                                                      | Scoobygeist                                         |
| 10.09.1983                                | 02            | 02            | 4             | Wielki kłopot na bagnie                                                                        | The Quakmire Quake Caper                            |
|                                           |               |               |               |                                                                                                |                                                     |
| 17.09.1983                                | 03            | 03            | 5             | Potwór ze Scoobyvilles                                                                         | The Hound of the Scoobyvilles                       |
| 17.09.1983                                | 03            | 03            | 6             | Tajemniczy dinozaur                                                                            | The Dinosaur Deception                              |
|                                           |               |               |               |                                                                                                |                                                     |
| 17.09.1983                                | 04            | 04            | 7             | Stwór z laboratorium                                                                           | The Creature from the Chem Lab                      |
| 17.09.1983                                | 04            | 04            | 8             | Zamaskowana tajemnica                                                                          | No Thanks Masked Manx                               |
|                                           |               |               |               |                                                                                                |                                                     |
| 24.09.1983                                | 05            | 05            | 9             | Scooby w dżungli                                                                               | Scooby of the Jungle                                |
| 24.09.1983                                | 05            | 05            | 10            | Scooby i cyklop                                                                                | Scooby-Doo and Cyclops, Too                         |
|                                           |               |               |               |                                                                                                |                                                     |
| 01.10.1983                                | 06            | 06            | 11            | Scooby-Roo                                                                                     | Scooby-Roo                                          |
| 01.10.1983                                | 06            | 06            | 12            | Scooby i złoty medal                                                                           | Scooby’s Gold Medal Gambit                          |
|                                           |               |               |               |                                                                                                |                                                     |
| 08.10.1983                                | 07            | 07            | 13            | Czarodzieje i czarnoksiężnicy                                                                  | Wizards and Warlocks                                |
| 08.10.1983                                | 07            | 07            | 14            | Scoobysie                                                                                      | Scoobsie 8                                          |
|                                           |               |               |               |                                                                                                |                                                     |
| 15.10.1983                                | 08            | 08            | 15            | Znak Scooby’ego                                                                                | The Mark of Scooby                                  |
| 15.10.1983                                | 08            | 08            | 16            | Zwariowane harce na kiermaszu                                                                  | Crazy Carnival Caper                                |
|                                           |               |               |               |                                                                                                |                                                     |
| 29.10.1983                                | 09            | 09            | 17            | Scooby i minotaur                                                                              | Scooby and the Minotaur                             |
| 29.10.1983                                | 09            | 09            | 18            | Największy hit Scooby’ego                                                                      | Scooby Pinch Hits                                   |
|                                           |               |               |               |                                                                                                |                                                     |
| 05.11.1983                                | 10            | 10            | 19            | Pies na trope gremlina                                                                         | The Fall Dog                                        |
| 05.11.1983                                | 10            | 10            | 20            | Wyczyny Scooby’ego                                                                             | The Scooby Coupe                                    |
|                                           |               |               |               |                                                                                                |                                                     |
| 26.11.1983                                | 11            | 11            | 21            | Kto niańczy potwora?                                                                           | Who’s Minding the Monster?                          |
| 26.11.1983                                | 11            | 11            | 22            | Scooby w eleganckim świecie                                                                    | Scooby a La Mode                                    |
|                                           |               |               |               |                                                                                                |                                                     |
| 03.12.1983                                | 12            | 12            | 23            | Gdzie Scooby Doo? (Część 1 i 2)                                                                | Where’s Scooby Doo? (Part 1 & 2)                    |
|                                           |               |               |               |                                                                                                |                                                     |
| 10.12.1983                                | 13            | 13            | 24            | Weselny dzwon (Część 1 i 2)                                                                    | Wedding Bell Boos! (Part 1 & 2)                     |
|                                           |               |               |               |                                                                                                |                                                     |
| SEZON DRUGI: NOWE PRZYGODY SCOOBY’EGO     |               |               |               |                                                                                                |                                                     |
|                                           |               |               |               |                                                                                                |                                                     |
| 08.09.1984                                | 14            | 01            | 25            | Wszystkiego najlepszego, Scooby-Doo (Część 1 i 2)Tytuł DVD: Sto lat, Scooby Doo! (Część 1 i 2) | Happy Birthday, Scooby-Doo (Part 1 & 2)             |
|                                           |               |               |               |                                                                                                |                                                     |
| 15.09.1984                                | 15            | 02            | 26            | Wścibska afera                                                                                 | Scooby’s Peephole Pandemonium                       |
| 15.09.1984                                | 15            | 02            | 27            | Dom grozy                                                                                      | The Hand of Horror                                  |
|                                           |               |               |               |                                                                                                |                                                     |
| 22.09.1984                                | 16            | 03            | 28            | Scoobyć albo nie być                                                                           | Scoo-Be or Not Scoo-Be?                             |
| 22.09.1984                                | 16            | 03            | 29            | Kamienne spojrzenie                                                                            | The Stoney Glare Scare                              |
|                                           |               |               |               |                                                                                                |                                                     |
| 29.09.1984                                | 17            | 04            | 30            | Tajna misja                                                                                    | Mission Un-Doo-Able                                 |
| 29.09.1984                                | 17            | 04            | 31            | Drużyna z ula                                                                                  | The Bee Team                                        |
|                                           |               |               |               |                                                                                                |                                                     |
| 06.10.1984                                | 18            | 05            | 32            | Nos do szyfrów                                                                                 | A Code in the Nose                                  |
| 06.10.1984                                | 18            | 05            | 33            | Upiorna obsługa                                                                                | Doom Service                                        |
|                                           |               |               |               |                                                                                                |                                                     |
| 13.10.1984                                | 19            | 06            | 34            | Duchy starożytnych astronautów (Część 1 i 2)                                                   | Ghosts of the Ancient Astronauts (Part 1 & 2)       |
|                                           |               |               |               |                                                                                                |                                                     |
| 20.10.1984                                | 20            | 07            | 35            | Noc żywych zabawek                                                                             | The Night of the Living Toys                        |
| 20.10.1984                                | 20            | 07            | 36            | Skarbiec na biegunie                                                                           | South Pole Vault                                    |
|                                           |               |               |               |                                                                                                |                                                     |
| 27.10.1984                                | 21            | 08            | 37            | Halloween na zamku Drakuli (Część 1 i 2)                                                       | A Halloween Hassle at Dracula’s Castle (Part 1 & 2) |
|                                           |               |               |               |                                                                                                |                                                     |
| 03.11.1984                                | 22            | 09            | 38            | Szalona noc w Białym Domu (Część 1 i 2)                                                        | A Night Louse at the White House (Part 1 & 2)       |
|                                           |               |               |               |                                                                                                |                                                     |
| 10.11.1984                                | 23            | 10            | 39            | Wiele hałasu o Dooby Dooby Doo                                                                 | The ’Dooby Dooby Doo’ Ado                           |
| 10.11.1984                                | 23            | 10            | 40            | Przedstawienie na statku                                                                       | Showboat Scooby                                     |
|                                           |               |               |               |                                                                                                |                                                     |
| 17.11.1984                                | 24            | 11            | 41            | Szerlok Doo (Część 1 i 2)                                                                      | Sherlock Doo (Part 1 & 2)                           |
|                                           |               |               |               |                                                                                                |                                                     |
| 24.11.1984                                | 25            | 12            | 42            | Pojedynek z kreskówkowym potworem                                                              | A Scarey Duel With a Cartoon Ghoul                  |
| 24.11.1984                                | 25            | 12            | 43            | E*I*E*I*O                                                                                      | E*I*E*I*O                                           |
|                                           |               |               |               |                                                                                                |                                                     |
| 01.12.1984                                | 26            | 13            | 44            | Scooby i dziadek do orzechów (Część 1 i 2)                                                     | A Nutcracker Scoob (Part 1 & 2)                     |
|                                           |               |               |               |                                                                                                |                                                     |